# ジョヴァンニ・ボルディーニ
ジョヴァンニ・ボルディーニ（Giovanni Boldini, 1842年12月31日 フェラーラ - 1931年7月11日 パリ）は、イタリアの印象派画家。ベル・エポック時代のフランス・パリ社交界で肖像画家として名声を得た。

## 生涯
フェラーラで名の知れた画家一族の家系に生まれ、父や義兄から画法を教わる。周囲の勧めで1862年にフィレンツェの美術学校に入学し、1868年まで在籍した。同校では外光派の画法に傾倒した。
外光派や印象派の技法をさらに探究した結果、彼独自の神経質、スケッチ風、花火を散らしたような画法を確立する。ボルディーニはこの技法を、最初は風俗画や風景画にのみ適用していたが、後に人物の顔や姿を描く際にも多用するようになると、これについて激しい批判にさらされた。
ロンドンに長期滞在後、1872年よりパリに居を定めた。ボルディーニは瞬く間にパリの芸術界や社交界の著名人となり、ジェームズ・マクニール・ホイッスラー、ジョン・シンガー・サージェント、ロベール・ド・モンテスキュー伯爵、フィリップ・ド・ラースロー、ポール・セザール・エルーらの芸術家、文人と友誼を結んだ。特にエドガー・ドガとは親友の間柄だった。
ボルディーニは1880年代に、パリの紳士貴顕や美女を注文主とする肖像画家として成功を収めた。1889年のパリ万国博覧会ではイタリア館の総監督を委ねられ、その功によってレジオンドヌール勲章将校級勲章を授与された。
2010年、パリのあるアパートメントが解体された際、ボルディーニと恋愛関係にあった女優マルト・ド・フロリアンの住んでいた部屋から、ボルディーニが制作した147cm×114cmの大型サイズのフロリアンの肖像画が発見された。この絵画は同年9月、170万ユーロの記録的な高額で競り落とされた。

## 作品
- ジュゼッペ・ヴェルディ（1886年）
- マルト・ド・フロリアン（1888年）
- ロベール・ド・モンテスキュー（1897年）
- リーナ・カヴァリエーリ（1901年）
- エミリアーナ・コンチャ・デ・オッサ（1901年）
- マルト・ビベスコ公爵夫人（1911年）
- ジョルジュ・グルサ（1901年）

## 引用
1. ↑  FAZ vom 2. Oktober 2010, Seite 41